# Mike Portnoy
Mike Portnoy (teljes nevén Michael Stephen Portnoy) (Long Beach, New York,   1967. április 20. –) amerikai dobos, aki a Dream Theater tagjaként vált híressé, de megfordult Neal Morse mellett is, valamint szerepelt a Transatlantic nevű szupergroupban.

## Élete

### Korai évek
Michael Stephen Portnoy 1967. április 20-án született, New Yorkban, Long Beachben. Jordan Rudess egyik fórumbeli bejegyzéséből kiderül, hogy Portnoy etnikailag zsidó, de nem gyakorolja a zsidó vallást. Apja DJ volt egy rádióállomáson, ezzel segítve a zene megismertetését Portnoy-jal. Kedvenc zenekarai a Rush, a Queen, a Led Zeppelin, a The Who, az Iron Maiden, és a The Beatles voltak, többek között. Bár azt állítja, hogy autodidakta módon tanult dobolni, a zeneelméletet a középiskolai osztályaiban tanulta meg. Ebben az időben kezdett el helyi zenekarokban játszani, melyek közül kettő (Rising Power és az Inner Sanctum) felvett és ki is adott egy önálló albumot.  Elhagyta az Inner Sanctumot (ez volt az utolsó középiskolai zenekara), ugyanis ösztöndíjat kapott a Berklee College of Music egyetemre; később elhagyta a Berklee-t.

### Dream Theater
1985-ben, John Petrucci és John Myung a középiskola után a Berklee College of Music egyetem hallgatói lettek. Itt találkoztak Mike Portnoy-al, akivel létrehozták a Majesty nevű zenekart. Petrucci és Myung oldalán a korábban már feltűnt Kevin Moore lett kezdetben a billentyűs, valamint felvették Chris Collinst énekesnek, aki nem igazán rendelkezett zenei szakképzettséggel.
Nevük kezdetben egy Rush-szám által született meg: a szám végén egy óriási gitárszóló után Mike Portnoy jegyezte meg, hogy ez fenséges (majestic) szóló volt. A többiek rögtön ráugrottak erre a névre, és így született meg a Majesty.
1986 nyarán, Portnoy és a két John otthagyta Berklee-t, visszatértek Long Islandbe, hogy a zenekarra koncentrálhassanak. Ez év nyarán ki is adták első, 8 számból álló demójukat, amely a "The Majesty Demos" nevet viselte. Kisebb progresszív-körökben terjesztették az ezer példányban elkészített lemezt, amely hamar el is kelt. Több koncertet adtak ezután, majd, miután megérezték a siker szagát, lemezt kezdtek készíteni.
1989-ben ki is adták az új lemezt, de itt már nem Majesty néven futottak, ugyanis, mint kiderült, egy másik egyesült államokbeli zenekar birtokolta ezt a nevet. Portnoy apja, Howard Portnoy ajánlotta a Dream Theater nevet egy abban az időben lebontott ausztrál színházról, mely rögtön megtetszett a zenekarnak.
A When Dream and Day Unite nevű új lemez felvételére 1987-re már megváltak Chris Collinstól, és maguk mellé vették Charlie Dominicit, aki már híres énekes volt abban az időben, és érettebb is volt, mint a többiek. A lemez elsöprő sikert aratott.
A következő lemezre, 1992-re már James LaBrie volt az énekes, pár évvel később, az 1994-es Awake című lemez  készítése után megváltak Kevin Moore-tól, aki popdalokat kezdett írni, fölvették billentyűsnek Derek Sheriniant, aki azonban az 1997-es Falling into Infinity című lemez  után el is hagyta a zenekart, ugyanis Mike Portnoy és John Petrucci megtalálta az ideális billentyűst Jordan Rudess személyében.
A zenekar így haladt tovább, amikor már kezdett kialakulni Portnoy és Petrucci jelentősége. Ők ketten tették a legtöbbet a zenekar érdekében, ők írták a számok túlnyomó többségét. Ők ketten voltak producerei a lemezeiknek.
Portnoy rendezte a legtöbb koncertfilmet, és a stúdiómunkák felvételeit is ő készítette, vágta, stb.
2009-ben a tizedik stúdióalbum készítésekor Howard Portnoy, Portnoy édesapja elhunyt. Az ő emlékére írta a "The Best of Times" című számot.
2010. szeptember 8-án bejelentette, hogy kiszáll a zenekarból.
2023. október 25-én Dream Theater bejelentette, 13 év után Portnoy visszatér a zenekarba.

### Avenged Sevenfold
Miután az Avenged Sevenfold dobosa The Rev 2009 végén elhunyt, a zenekar Mike Portnoyt kérte fel, hogy dobolja fel az együttes új albumát. A választás azért esett rá, mert The Rev egyik példaképe Portnoy volt. 2010. február 16-án stúdióba vonult velük, hogy felvegyék a Nightmare címen július 27-én megjelent nagylemezt. A 2010-es lemezbemutató turnén szintén Portnoy dobolt.
Az eredeti tervek szerint 2011 januárjától Portnoy a Dream Theater új albumán dolgozott volna, és ezért nem vállalta a további koncerteket. 2010. szeptember 8-án azonban bejelentette, hogy kilép a Dream Theaterből. A Dream Theater után sok feladatot vállalt különböző zenekarokban, ezek közül az Adrenaline Mob volt a legstabilabb formáció. 2013. június 6-án azonban bejelentette, hogy már csak négy koncertet játszik ezzel a zenekarral, hogy a többire is legyen ideje.

## Hatások
Portnoy az alábbi dobosokat jelölte meg hatásaiként, In Constant Motion nevű DVD-jében: Neil Peart, John Bonham, Terry Bozzio, Bill Bruford, Phil Collins, Vinnie Colaiuta, Peter Criss, Nick Mason, Keith Moon, Carl Palmer, Vinnie Paul, Simon Phillips, Ringo Starr, Tony Royster Jr. és Lars Ulrich.
A 2001 áprilisi Modern Drummer magazinban elmondta, hogy sok más dobost tisztel még, ilyen például Billy Cobham, Stewart Copeland, Jon Fishman, Dave Lombardo, Andy Sturmer, Chester Thompson, Nick D'Virgilio, és Alan White.

## Elismerései
A Modern Drummer magazintól már 22 díjat nyert:
- 1995 óta 12 éven keresztül az év legjobb progresszív rock dobosa (a sorozat még folytatódhat)
- A legjobb feltörekvő tehetség (1 alkalommal)
- A legjobban felvett előadás (5 alkalommal)
- A legjobb nevelési/oktatási videó/DVD (2 alkalommal)
- A legjobb klinikus[7] (2 alkalommal).

37 éves korában került be a Modern Drummer Hall Of Fame-jébe (dicsőségcsarnok), ezzel ő lett a második legfiatalabb, akit valaha ebben a kitüntetésben részesítettek, Neil Peart után (Peart-öt 31 évesen iktatták be).
Portnoy-t 24. helyre rangsorolta a Gigwise, a Minden idők legjobb dobosai listáján. A Rolling Stone listáján nyolcadik lett, a Classic Rock listáján tizenhetedik, a Rhythm Magazine listáján pedig ötödik.

## Diszkográfia

### Dream Theater
- When Dream and Day Unite (1989)
- Images and Words (1992)
- Awake (1994)
- A Change of Seasons (EP, 1995)
- Falling into Infinity (1997)
- Metropolis Pt. 2: Scenes from a Memory (1999)
- Six Degrees of Inner Turbulence (2002)
- Train of Thought (2003)
- Octavarium (2005)
- Systematic Chaos (2007)
- Black Clouds & Silver Linings (2009)

### Liquid Tension Experiment
- 1998 - Liquid Tension Experiment
- 1999 - Liquid Tension Experiment 2
- 2007 - Spontaneous Combustion
- 2009 - When the Keyboard Breaks: Live in Chicago (CD)
- 2021 - Liquid Tension Experiment 3

### Liquid Trio Experiment
- Spontaneous Combustion (2007)
- When the Keyboard Breaks: Live in Chicago (2009)

### Transatlantic
- 2000 - SMPT:e
- 2001 - Bridge Across Forever
- 2009 - The Whirlwind
- 2011 - More Never Is Enough
- 2014 - Kaleidoscope
- 2021 - The Absolute Universe

### Neal Morse
- 2003 - Testimony
- 2004 - One
- 2004 - Testimony Live (DVD)
- 2005 - ?
- 2006 - Cover to Cover
- 2007 - Sola Scriptura
- 2008 - Lifeline
- 2011 - Testimony 2
- 2012 - Momentum
- 2020 - Sola Gratia

### John Arch
- 2003 - A Twist of Fate

### OSI
- 2003 - Office of Strategic Influence
- 2006 - Free
- 2006 - re:free

### Avenged Sevenfold
- 2010 - Nightmare

### Adrenaline Mob
- Adrenaline Mob EP (2011)
- Omertà (LP, 2012)
- Covertá (EP, 2013)

### Flying Colors
- 2012 - Flying Colors
- 2013 - Live in Europe
- 2014 - Second Nature
- 2019 - Third Degree

### The Winery Dogs
- 2013 - The Winery Dogs

### John Petrucci
- 2020 Terminal Velocity

### Sons of Apollo
- Psychotic Symphony (2017)
- MMXX (2020)

### DVD-k
- "Progressive Drum Concepts" (Rittor Music 1995 1 VHS/DVD)
- "Liquid Drum Theater" (Hudson Music 2000 2 DVDs)
- "In Constant Motion" (Hudson Music 2007, 3 DVDs)

### Saját maga által felvett előadások
- "Asian Clinic Tour" (MP4 Productions 2001, 1 DVD)
- "Ten Degrees of Turbulent Drumming" (MP4 Productions 2002, 1 DVD)
- "Drums Across Forever" (MP4 Productions 2002, 1 DVD)
- "Drums of Thought" (MP4 Productions 2004, 1 DVD)
- "Live at Budokan" (MP4 Production 2005, 1 DVD)
- "Drumavarium" (MP4 Productions 2005, 1 DVD)
- "sysDRUMatic chaos" (MP4 Productions 2007, 1 DVD)
- "SCORE" (MP4 Productions 2008, 1 DVD)
- "Black Clouds & Silver Drumming" (MP4 Productions 2009, 1 DVD)
- "Whirlwind Drumming" (MP4 Productions 2010, 1 DVD)